# 出路町
出路町（でっちちょう）は滋賀県彦根市の地名。

## 地理
彦根市南部に位置し、集落は北東部に固まっている。地内西辺を滋賀県道20号愛知川彦根線が走っている。西で本庄町、北で田原町、北及び北東で本庄町の飛地、東の道路上の1点で金田町、南東で彦富町と接している。「でっちちょう」と読み彦根市内でも難読町名の部類である。

## 歴史
前身は愛知郡稲枝町出路。1968年4月1日愛知郡稲枝町は彦根市に編入され、彦根市出路町となった。

## 世帯数と人口
2019年（平成31年）4月1日現在の世帯数と人口は以下の通りである。
| 町丁   | 世帯数 | 人口  |
| ------ | ------ | ----- |
| 出路町 | 51世帯 | 150人 |

### 人口の変遷
国勢調査による人口の推移。
| 1995年（平成7年）  | 195人 | [ 5 ] |  |
| 2000年（平成12年） | 176人 | [ 6 ] |  |
| 2005年（平成17年） | 176人 | [ 7 ] |  |
| 2010年（平成22年） | 155人 | [ 8 ] |  |
| 2015年（平成27年） | 150人 | [ 9 ] |  |

### 世帯数の変遷
国勢調査による世帯数の推移。
| 1995年（平成7年）  | 48世帯 | [ 5 ] |  |
| 2000年（平成12年） | 46世帯 | [ 6 ] |  |
| 2005年（平成17年） | 46世帯 | [ 7 ] |  |
| 2010年（平成22年） | 45世帯 | [ 8 ] |  |
| 2015年（平成27年） | 47世帯 | [ 9 ] |  |

## 学区
市立小・中学校に通う場合、学区は以下の通りとなる。
| 番・番地等 | 小学校               | 中学校             |
| ---------- | -------------------- | ------------------ |
| 全域       | 彦根市立稲枝北小学校 | 彦根市立稲枝中学校 |

## 施設
- JA東びわこ米品質管理センター
- 出路町自治会館
- 出路町研修センター

## 史跡
- 本泉寺
- 川桁神社 - 本殿は一間社流造。

## 交通
当地内に鉄道は走っていない。最寄駅はJR西日本東海道本線稲枝駅。

### バス
- 稲枝循環線バス 出路停留所

### 道路
- 滋賀県道20号愛知川彦根線

## その他

### 日本郵便
1. N/A